# Domatha
Domatha Simon, 1895 è un genere di ragni appartenente alla famiglia Thomisidae.

## Distribuzione
Le due specie note di questo genere sono diffuse in Nuova Guinea e nelle Filippine

## Tassonomia
Non sono stati esaminati esemplari di questo genere dal 1911.
A giugno 2014, si compone di due specie:
- Domatha celeris Kulczynski, 1911 — Nuova Guinea
- Domatha vivida Simon, 1895[2] — Filippine